# Hawaiian Paradise Park
Hawaiian Paradise Park is een plaats (census-designated place) in de Amerikaanse staat Hawaï, en valt bestuurlijk gezien onder Hawaï County.

## Demografie
Bij de volkstelling in 2000 werd het aantal inwoners vastgesteld op 7051.

## Geografie
Volgens het United States Census Bureau beslaat de plaats een oppervlakte van
39,4 km², waarvan 39,0 km² land en 0,4 km² water.

## Plaatsen in de nabije omgeving
De onderstaande figuur toont nabijgelegen plaatsen in een straal van 12 km rond Hawaiian Paradise Park.